# دریای دیویس
دریای دیویس (به انگلیسی: Davis Sea) بخشی از آب‌های اقیانوس منجمد جنوبی در شرق جنوبگان است که بین یخسار غرب در غرب و یخسار شکلتون در شرق یا به عبارت دیگر بین ۸۲ درجه و ۹۶ درجهٔ شرقی واقع شده‌است. همچنین دریای ماوسون در شرق و دریای کواپریشن در غرب آن قرار دارند. بنابر اطلاعات دانشنامهٔ بزرگ شوروی، دریای دیویس گستره‌ای از ۸۷ درجهٔ شرقی تا ۹۸ درجهٔ شرقی را در بر گرفته و تا ۱۳۰۰ متر عمق دارد. با این حال مساحت این دریا تنها ۲۱٬۰۰۰۰ کیلومتر است. سواحل پرینسس الیزابت، قیصر ویلهلم دوم و کوئین ماری که همگی بخش‌های از قلمرو جنوبگان استرالیا را تشکیل می‌دهند توسط دریای دیویس شسته می‌شوند. در ۱۹۵۶ روسیه ایستگاه تحقیقاتی خود موسوم به میرنی را در سواحل کوئین ماری برپا نمود.
این دریا توسط گروهی از کاشفان استرالیایی سرپرستی سر داگلاس ماوسون طی عملیات اکتشافی قطب جنوب در فاصلهٔ ۱۹۱۱ تا ۱۹۱۴ کشف گردید و ماوسون آن را به افتخار کاپیتان جان کینگ دیویس، ناخدای کشتی اکتشافی آرورا و دومین فرماندهٔ عملیات پس از او دریای دیویس نامگذاری کرد.